# 미국의 가톨릭 교구 목록

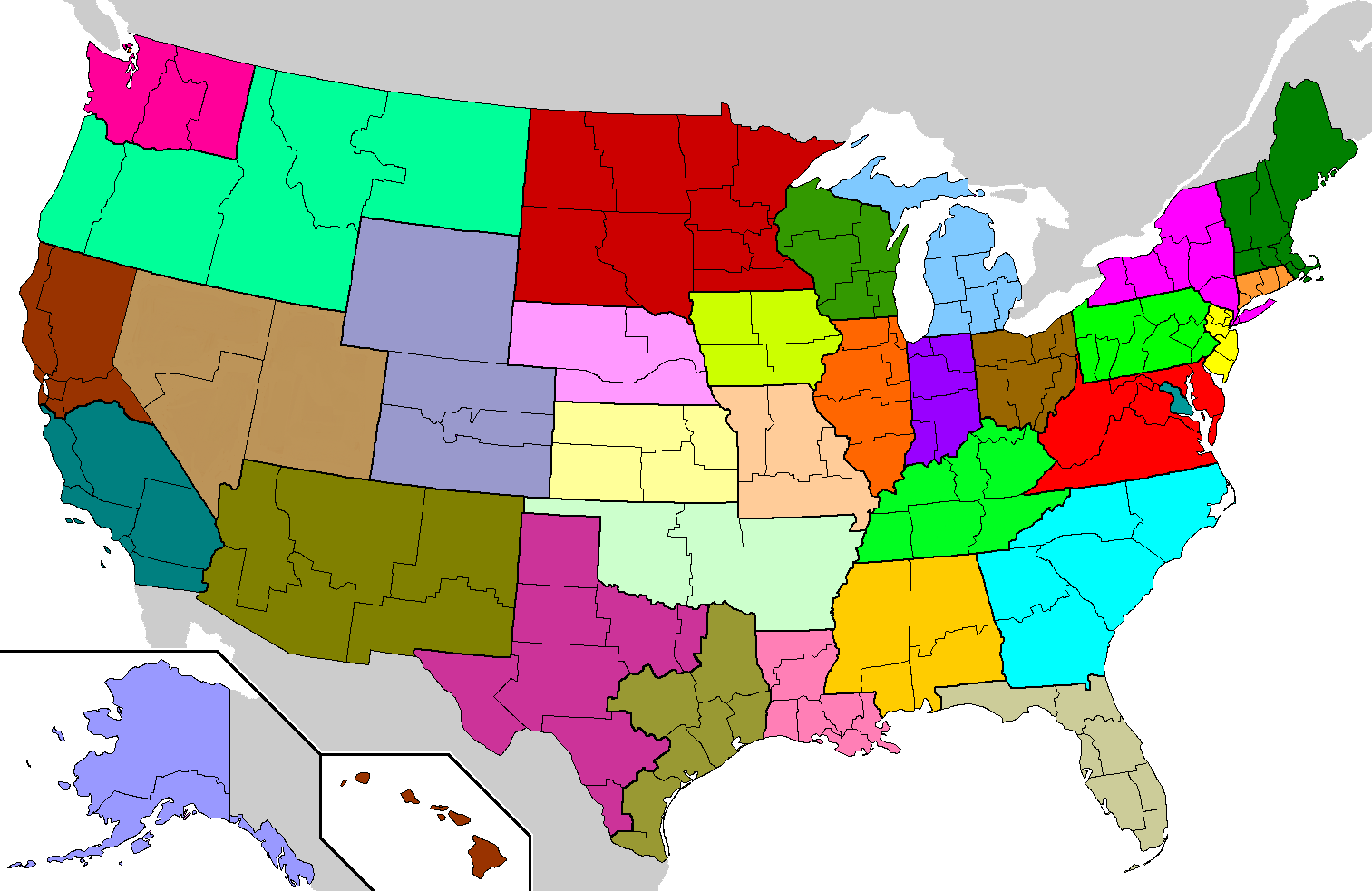
미국의 가톨릭교회 관구 구분도

이 문서는 미국의 로마 가톨릭 교회의 교구 목록을 다룬다. 미국의 가톨릭 교회는 바티칸의 지도 아래, 37개의 관구와 특수사목구인 군종대교구가 연합되어 있다. 37개의 일반 관구(Archdiocese) 아래로는 207개의 일반 교구(Diocese)가 있다. 여기에는 동방 가톨릭교회에서 독립적으로 설정한 교구도 포함되어 있다.

## 앵커리지 관구
알래스카주 지역의 교구들의 연합이다. 연합된 교구 중 관구장이 주재하는 교구를 대교구로 호칭한다 
 대교구는 연합된 다른교구보다 상위교구가 아니다.
- 앵커리지,주노 대교구
- 페어뱅크스 교구

## 애틀랜타 관구
조지아 주, 노스캐롤라이나주, 사우스캐롤라이나주 지역 교구들의 연합이다.
- 애틀랜타 대교구
- 찰스턴 교구
- 샬럿 교구
- 롤리 교구
- 서배너 교구

## 볼티모어 관구
메릴랜드 주, 델라웨어주, 버지니아주, 웨스트버지니아주 지역 교구들의 연합이다.
- 볼티모어 대교구
- 알링턴 교구
- 리치먼드 교구
- 휠링-찰스턴 교구
- 윌밍턴 교구

## 보스턴 관구
메인주, 매사추세츠주, 뉴햄프셔주, 버몬트주 지역 교구들의 연합이다.
- 보스턴 대교구
- 벌링턴 교구
- 폴리버 교구
- 맨체스터 교구
- 포틀랜드 교구
- 스프링필드 교구 (Diocese of Springfield in Massachusetts)
- 우스터 교구

## 시카고 관구
일리노이주 지역 교구들의 연합이다.
- 시카고 대교구
- 벨빌 교구
- 졸리엇 교구
- 페오리아 교구
- 록퍼드 교구
- 스프링필드 교구 (Diocese of Springfield in Illinois)

## 신시내티 관구
오하이오주지역 교구들의 연합이다.
- 신시내티 대교구
- 클리블랜드 교구
- 컬럼버스 교구
- 슈토이벤빌 교구
- 톨레도 교구
- 영스타운 교구

## 덴버 관구
콜로라도주와 와이오밍주 지역 교구들의 연합이다.
- 덴버 대교구
- 샤이엔 대교구
- 콜로라도스프링스 교구
- 푸에블로 교구

## 미시간 관구
미시간주지역 교구들의 연합이다.
- 디트로이트 대교구
- 게일로드 교구
- 그랜드래피즈 교구
- 칼라마주 교구
- 랜싱 교구
- 마켓 교구
- 새기노 교구

## 더뷰크 관구
아이오와주지역 교구들의 연합이다.
- 더뷰크 대교구
- 대번포트 교구
- 디모인 교구
- 수시티 교구

## 갤버스턴-휴스턴 관구
연합지역 = 텍사스주 동부지역
- 갤버스턴-휴스턴대교구 (Archdiocese of Galveston-Houston)
- 오스틴교구 (Diocese of Austin)
- 보몬트교구 (Diocese of Beaumont)
- 브라운스빌교구 (Diocese of Brownsville)
- 코퍼스 크리스티교구 (Diocese of Corpus Christi)
- 타일러교구 (Diocese of Tyler)
- 텍사스의 빅토리아교구 (Diocese of Victoria in Texas)

## 하트포드 관구
연합지역 = 코네티컷주, 로드아일랜드주, 뉴욕주 일부
- 천주교 하트포드대교구 (Archdiocese of Hartford)
- 천주교 브리지포트교구 (Diocese of Bridgeport)
- 천주교 노위치교구 (Diocese of Norwich)
- 천주교 프로비던스교구 (Diocese of Providence)

## 인디애나폴리스 관구
연합지역=인디애나주
- 천주교 인디애나폴리스대교구 (Archdiocese of Indianapolis)
- 천주교 에번즈빌 앤 빈센즈교구 (Diocese of Evansville and Vincennes)
- 천주교 포트웨이넨-사우스벤드교구 (Diocese of Fort Wayne-South Bend)
- 천주교 게리교구 (Diocese of Gary)
- 천주교 인디애나의 라피엣교구 (Diocese of Lafayette in Indiana)

## 캔자스시티 관구
연합지역=캔자스주
- 천주교 캔자스의 캔자스시티대교구 (Archdiocese of Kansas City in Kansas)
- 천주교 도지시티교구 (Diocese of Dodge City)
- 천주교 살리나교구 (Diocese of Salina)
- 천주교 위치타교구 (Diocese of Wichita)

## 로스앤젤레스 관구
연합지역=캘리포니아주 중부,남부
- 천주교 로스앤젤레스대교구 (Archdiocese of Los Angeles)
- 천주교 프레즈노교구 (Diocese of Fresno)
- 천주교 몬터레이교구 (Diocese of Monterey)
- 천주교 오렌지교구 ( Diocese of Orange)
- 천주교 샌버너디노교구 (Diocese of San Bernardino)
- 천주교 샌디에이고교구 (Diocese of San Diego)

## 루이스빌 관구
연합지역=켄터키주, 테네시주
- 천주교 루이스빌대교구 (Archdiocese of Louisville)
- 천주교 코빙톤교구 (Diocese of Covington)
- 천주교 녹스빌교구 (Diocese of Knoxville)
- 천주교 렉싱톤교구 (Diocese of Lexington)
- 천주교 멤피스교구 (Diocese of Memphis)
- 천주교 내쉬빌교구 (Diocese of Nashville)
- 천주교 오웬스보로교구 (Diocese of Owensboro)

## 마이애미 관구
연합지역=플로리다주
- 천주교 마이애미대교구 (Archdiocese of Miami)
- 천주교 올랜도교구 (Diocese of Orlando)
- 천주교 팜비치교구 (Diocese of Palm Beach)
- 천주교 펜서콜라-탤러해시교구 (Diocese of Pensacola-Tallahassee)
- 천주교 세인트 오거스틴교구 (Diocese of St. Augustine)
- 천주교 세인트 피터즈버그교구 (Diocese of St. Petersburg)
- 천주교 베니스교구 (Diocese of Venice)

## 밀워키 관구
연합지역=위스콘신주
- 천주교 밀워키대교구 (Archdiocese of Milwaukee)
- 천주교 그린 베이교구 (Diocese of Green Bay)
- 천주교 라크로스교구 (Diocese of La Crosse)
- 천주교 매디슨교구 (Diocese of Madison)
- 천주교 슈피리어교구 (Diocese of Superior)

## 모빌 관구
연합지역=앨라배마주, 미시시피주
- 천주교 모빌대교구 (Archdiocese of Mobile)
- 천주교 빌록시교구 (Diocese of Biloxi)
- 천주교 앨라배마의 버밍햄교구 (Diocese of Birmingham in Alabama)
- 천주교 잭슨교구 (Diocese of Jackson)

## 뉴올리언스 관구
연합지역=루이지애나주
- 천주교 뉴올리언스대교구 (Archdiocese of New Orleans)
- 천주교 루이지애나의 알렉산드리아교구 (Diocese of Alexandria in Louisiana)
- 천주교 배턴루지교구 (Diocese of Baton Rouge)
- 천주교 호마-티보도교구 (Diocese of Houma-Thibodaux)
- 천주교 루이지애나의 라피엣교구 (Diocese of Lafayette in Louisiana)
- 천주교 레이크찰스교구 (Diocese of Lake Charles)
- 천주교 슈리브포트교구 (Diocese of Shreveport)

## 뉴욕 관구
연합지역=뉴욕주대부분
- 천주교 뉴욕대교구 (Archdiocese of New York)
- 천주교 올버니교구 (Diocese of Albany)
- 천주교 브루클린교구 (Diocese of Brooklyn)
- 천주교 버팔로교구 (Diocese of Buffalo)
- 천주교 오그덴즈버그교구 (Diocese of Ogdensburg)
- 천주교 로체스터교구 (Diocese of Rochester)
- 천주교 록빌 센터교구 ( Diocese of Rockville Centre)
- 천주교 시러큐스교구 (Diocese of Syracuse)

## 뉴와크 관구
연합지역=뉴저지주
- 천주교 뉴와크대교구 (Archdiocese of Newark )
- 천주교 캄덴교구 (Diocese of Camden)
- 천주교 메튜첸교구 (Diocese of Metuchen)
- 천주교 피터슨교구 (Diocese of Paterson)
- 천주교 투렌톤교구 (Diocese of Trenton)

## 오클라호마시티 관구
연합지역=아칸소주, 오클라호마주
- 천주교 오클라호마대교구 (Archdiocese of Oklahoma City)
- 천주교 리틀록교구 (Diocese of Little Rock)
- 천주교 털사교구 (Diocese of Tulsa)

## 오마하 관구
연합지역=네브래스카주
- 천주교 오마하대교구 (Archdiocese of Omaha)
- 천주교 그랜드 아일랜드교구 (Diocese of Grand Island)
- 천주교 링컨교구 (Diocese of Lincoln)

## 필라델피아 관구
연합지역=펜실베이니아주
- 천주교 필라델피아대교구 (Archdiocese of Philadelphia)
- 천주교 알렌타운교구 (Diocese of Allentown)
- 천주교 앨투나-존스타운교구 (Diocese of Altoona-Johnstown)
- 천주교 이리교구 (Diocese of Erie)
- 천주교 그린스버그교구 (Diocese of Greensburg)
- 천주교 해리스버그교구 (Diocese of Harrisburg)
- 천주교 피츠버그교구 (Diocese of Pittsburgh)
- 천주교 스크랜톤교구 (Diocese of Scranton)

## 포틀랜드 관구
연합지역=아이다호주, 몬태나주, 오리건주
- 천주교 포틀랜드대교구 ( Archdiocese of Portland)
- 천주교 베이커교구 (Diocese of Baker)
- 천주교 보이시교구 (Diocese of Boise)
- 천주교 그레이트 폴스-빌링스교구 (Diocese of Great Falls-Billings)
- 천주교 헬레나교구 (Diocese of Helena)

## 세인트루이스 관구
연합지역=미주리주
- 천주교 세인트루이스대교구 (Archdiocese of Saint Louis)
- 천주교 제퍼슨시티교구 (Diocese of Jefferson City)
- 천주교 캔자스시티-세인트조셉교구 (Diocese of Kansas City-Saint Joseph)
- 천주교 스프링필드-케이프 지라르도교구 (Diocese of Springfield-Cape Girardeau)

## 세인트폴 과 미니애폴리스 관구
연합지역=미네소타주, 노스다코타주, 사우스다코타주
- 천주교 세인트폴 앤 미니애폴리스대교구 (Archdiocese of Saint Paul and Minneapolis)
- 천주교 비즈마크교구 (Diocese of Bismarck)
- 천주교 크룩스톤교구 (Diocese of Crookston)
- 천주교 덜루스교구 (Diocese of Duluth)
- 천주교 파고교구 (Diocese of Fargo)
- 천주교 뉴 울름교구 (Diocese of New Ulm)
- 천주교 래피드 시티교구 (Diocese of Rapid City)
- 천주교 세인트 클라우드교구 (Diocese of Saint Cloud)
- 천주교 수폴스교구 (Diocese of Sioux Falls)
- 천주교 위노나교구 (Diocese of Winona)

## 샌안토니오 관구
연합지역=텍사스주서부지역
- 천주교 샌안토니오 대교구 (Archdiocese of San Antonio)
- 천주교 애머릴로교구 (Diocese of Amarillo)
- 천주교 달러스교구 (Diocese of Dallas)
- 천주교 엘패소교구 (Diocese of El Paso)
- 천주교 포트워스교구 (Diocese of Fort Worth)
- 천주교 러레이도교구 (Diocese of Laredo)
- 천주교 러벅교구 (Diocese of Lubbock)
- 천주교 샌앤젤로교구 (Diocese of San Angelo)

## 샌프란시스코 관구
연합지역=캘리포니아주북부 , 하와이주, 유타주
- 천주교 샌프란시스코대교구 (Archdiocese of San Francisco)
- 천주교 호놀룰루교구 (Diocese of Honolulu)
- 천주교 라스베이거스교구 (Diocese of Las Vegas)
- 천주교 오클랜드교구 (Diocese of Oakland)
- 천주교 리노교구 (Diocese of Reno)
- 천주교 새크라멘트교구 (Diocese of Sacramento)
- 천주교 솔트레이크시티교구 (Diocese of Salt Lake City)
- 천주교 캘리포니아의 새너제이교구 (Diocese of San Jose in California)
- 천주교 캘리포티아의 산타로사교구 (Diocese of Santa Rosa in California)
- 천주교 스톡턴교구 (Diocese of Stockton)

## 샌타페이 관구
연합지역=애리조나주, 뉴멕시코주
- 천주교 샌타페이대교구 (Archdiocese of Santa Fe)
- 천주교 갤럽교구 (Diocese of Gallup)
- 천주교 라스 크루스교구 (Diocese of Las Cruces)
- 천주교 피닉스교구 (Diocese of Phoenix)
- 천주교 투손교구 (Diocese of Tucson)

## 시애틀 관구
연합지역=워싱턴주
- 천주교 시애틀대교구 (Archdiocese of Seattle)
- 천주교 스포캔교구 (Diocese of Spokane)
- 천주교 얘키모교구 (Diocese of Yakima)

## 워싱턴 관구
연합지역=컬럼비아 특별구, 메릴랜드주, 미국령 버진아일랜드
- 천주교 워싱턴대교구 (Archdiocese of Washington)
- 천주교 세인트토마스교구 (Diocese of Saint Thomas)

## 아가냐 관구
연합지역=마샬제도,미크로네시아
- 천주교 아가냐대교구 (Archdiocese of Agaña)
- 천주교 캐롤라인 제도교구 (Diocese of Caroline Islands)
- 천주교 찰란 카노아교구 (Diocese of Chalan Kanoa)
- 천주교 마셜제도지목구 (Apostolic Prefecture of the Marshall Islands)

## 사모아-아피아 관구
연합지역=미국령 사모아
- 천주교 사모아-아피아대교구 (Archdiocese of Samoa-Apia)
- 천주교 사모아-파고파고교구 (Diocese of Samoa-Pago Pago)

## 산 쥬앙 데 푸에르토리코 관구
연합지역=푸에르토리코전역
- 천주교 산주앙프에르토리코대교구 (Archdiocese of San Juan de Puerto Rico)
- 천주교 아레키보교구 (Diocese of Arecibo)
- 천주교 카구아스교구 (Diocese of Caguas)
- 천주교 파자르도-휴마카오교구 (Diocese of Fajardo-Humacao)
- 천주교 마야구에즈교구 (Diocese of Mayagüez)
- 천주교 폰스교구 (Diocese of Ponce)

## 우크라이나교회 필라델피아 관구
연합지역=전 지역
- 우크라이나교회 필라델피아대교구 (Archeparchy of Philadelphia)
- 우크라이나교회 파르마의 세인트조셉교구 (Eparchy of Saint Josaphat in Parma)
- 우크라이나교회 시카고교구 (Eparchy of Chicago)
- 우크라이나교회 스탐포트교구 (Eparchy of Stamford)

## 루테니안교회 피츠버그 관구
연합지역=전 지역
- 루테니안교회 피츠버그대교구 (Archeparchy of Pittsburgh)
- 루테니안교회 파르마교구 (Eparchy of Parma)
- 루테니안교회 파사익교구 (Eparchy of Passaic)
- 루테니안교회 반누이스교구 (Eparchy of Van Nuys)

## 관구소속이 안 된 독립교구
- 아메리칸교회의 미국과 캐나다교구 (Eparchy of the United States of America and Canada)
- 칼데아교회의 산디에고교구 (Eparchy of Saint Peter the Apostle of San Diego)
- 칼데아교회의 디트로이드교구 (Eparchy of Saint Thomas the Apostle of Detroit)
- 마로니트전례의 로스앤젤레스교구 (Eparchy of Our Lady of Lebanon of Los Angeles)
- 마로니트전례의 부르클린교구 (Eparchy of Saint Maron of Brooklyn)
- 멜키트전례의 뉴턴교구 (Eparchy of Newton)
- 루마니안교회의 칸톤교구 (Eparchy of Saint George in Canton)
- 시리안교회의 뉴와크교구 (Eparchy of Our Lady of Deliverance of Newark)
- 시로-마라바교회의 시카고교구 (Eparchy of Saint Thomas the Apostle of Chicago)

## 특수사목관리구
- 군종대교구 (Archdiocese for the Military Services)

## 같이 보기
- 관구